# Municipio de Big Creek (condado de Lee)
El municipio de Big Creek (en inglés: Big Creek Township) es un municipio ubicado en el condado de Lee en el estado estadounidense de Arkansas. En el año 2010 tenía una población de 80 habitantes y una densidad poblacional de 0,77 personas por km².

## Geografía
El municipio de Big Creek se encuentra ubicado en las coordenadas 34°41′35″N 90°59′20″O / 34.69306, -90.98889. Según la Oficina del Censo de los Estados Unidos, el municipio tiene una superficie total de 103.46 km², de la cual 100,56 km² corresponden a tierra firme y (2,8 %) 2,9 km² es agua.

## Demografía
Según el censo de 2010, había 80 personas residiendo en el municipio de Big Creek. La densidad de población era de 0,77 hab./km². De los 80 habitantes, el municipio de Big Creek estaba compuesto por el 77,5 % blancos, el 12,5 % eran afroamericanos y el 10 % eran de una mezcla de razas. Del total de la población el 0 % eran hispanos o latinos de cualquier raza.